# George Herbert, 5. Earl of Carnarvon

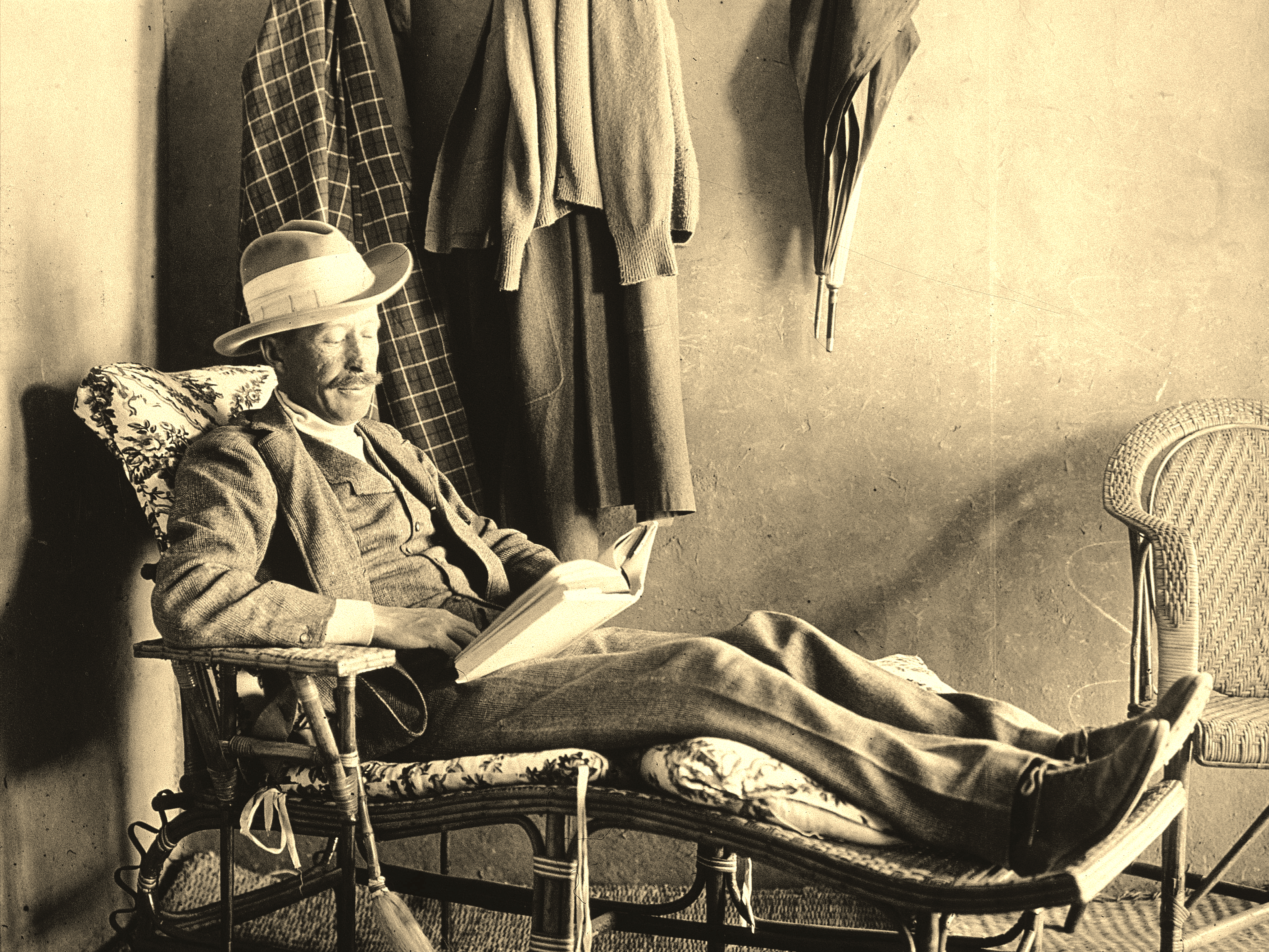
George Herbert, 5. Earl of Carnarvon (Lord Carnarvon)

George Edward Stanhope Molyneux Herbert, 5. Earl of Carnarvon (* 26. Juni 1866 in Highclere Castle, Hampshire; † 5. April 1923 in Kairo), für gewöhnlich einfach als Lord Carnarvon bezeichnet, war ein britischer Aristokrat, der vor allem als Finanzier für die Ausgrabung des altägyptischen Grabes von Pharao Tutanchamun im Tal der Könige bekannt wurde.

## Kindheit und Schule
George Herbert gehörte der anglo-walisischen Dynastie Herbert an und konnte seine Ahnenreihe bis auf König Eduard III. und Heinrich VII. zurückverfolgen. Als einziger Sohn und Erbe (Heir apparent) seines Vaters Henry Herbert, 4. Earl of Carnarvon, neben drei Schwestern, führte er den Höflichkeitstitel Lord Porchester und wurde in der Familie „Porchy“ genannt. Seine Mutter, Lady Evelyn Stanhope, Tochter von George Stanhope, dem 6. Earl of Chesterfield, starb am 25. Januar 1875, als er acht Jahre alt war. Sein Vater heiratete am 26. Dezember 1878 in zweiter Ehe Elizabeth Catherine Howard. Aus dieser Ehe gingen zwei weitere Söhne hervor. Seine Tanten halfen nun bei der Erziehung von „Porchy“ und seine Cousins aus Devon machten ihn mit seiner ersten Leidenschaft, den Pferden, bekannt.
Seine Hauslehrer bezeichneten ihn als faul und er wurde als „zurückgeblieben“ angesehen. Allerdings hat er sich schon als 10-Jähriger mit seiner Mutter und seinen Erziehern auf Französisch unterhalten, und nebenbei beherrschte er Deutsch, die lateinische Grammatik und Grundzüge der griechischen Sprache.
Während seiner Schulzeit am Eton College brach dort eine Masern-Epidemie aus und die Jungen überlebten, indem sie sich gegenseitig mit Wasser aus Kannen überschütteten, um das Fieber zu senken. Er kritisierte in Eton sowohl das Essen, als auch den Standard des Unterrichts, jedoch nicht seine Mitschüler. Porchester verabscheute jedoch die Klassik, die in Eton unterrichtet wurde. So erhielt er einige Zeit Privatunterricht. Er verbrachte einige Monate in Embleton bei Dr. Mandell Creighton, dem späteren Bischof von London. Es folgte die Arbeit mit Lehrern in England und Hannover mit dem Ziel, der Armee beizutreten. Jedoch erwachte in ihm plötzlich wissenschaftliches Interesse und er trat 1885 in das Trinity College der University of Cambridge ein. Es ist allerdings nicht ganz geklärt, ob er hier auch wirklich den akademischen Grad erhielt. In Cambridge begann er zudem, französische Drucke und Zeichnungen zu sammeln, besonders von Félicien Rops.

## Der junge Abenteurer
Während der Ferien lernte er bei der Familienvilla Altachiara (italienisch für Highclere), die 1874 von seinem Vater in Portofino erbaut worden war, das Segeln. Er liebte das Segeln so sehr, dass er 1887, nachdem er Cambridge verlassen hatte, seine erste Reise auf seinem Segelschiff „Aphrodite“ mit einem Kapitän und einer kompletten Mannschaft unternahm. Er plante eine Weltumsegelung. Von Vigo ging es über die Kapverden, Westindies nach Pernambuco und dann in 42 Tagen nach Rio de Janeiro. Auf diesem langen Törn entdeckte er die Lust am Lesen. In Buenos Aires überzeugte ihn Admiral Kennedy, die Umsegelung des Kap Hoorn als zu dieser Jahreszeit selbstmörderisch aufzugeben.
1890 bereiste er Südafrika, Australien und Japan. Bei seiner Rückkehr nach England wurde er mit dem Tod seines Vaters am 28. Juni 1890 konfrontiert, so dass er mit 23 Jahren dessen Adelstitel als 5. Earl of Carnarvon und 5. Baron Porchester erbte.
Auch danach setzte er seine Reisen fort, wobei er seinen Leidenschaften frönte, dem Sport und dem Studium der Geschichte. 1894 charterte er die Yacht „Catarina“ und unternahm mit seinem Freund Prinz Victor Duleep Singh eine zweite Reise nach Südamerika.

## Das Erbe „Bretby Hall“
Da sein Onkel 1871 und seine Mutter 1875 verstorben waren, erbte Lord Porchester als einziger männlicher Nachfahre nach dem Tod seiner Großmutter, Anne Elizabeth, Dowager Countess of Chesterfield, 1885 den Familiensitz der Chesterfields, Bretby Hall, in Derbyshire. Sein Großvater, der 6. Earl of Chesterfield, hatte hier 1840 ein Gestüt für Rennpferde eingerichtet, ebenso wie eine kleine Galopprennbahn von 2 Meilen zum Training.
Carnarvon ließ die alten Ställe und das Brauhaus neben dem Haus abreißen und neue gegenüber der Gartenmauer errichten. Er ließ ein Nebengleis von der Burton-Leicester Eisenbahnlinie bis zur Wurft von Stanhope Bretby legen und einen Bahnsteig bauen. Gäste fuhren bis hier mit dem Zug und weiter mit Pferd und Kutsche nach Bretby Hall.
Der riesige Park war voller Wild, so dass alljährlich zur Jagd eingeladen wurde. Lord und Lady Carnarvon erschienen regelmäßig zur Jagdsaison, lebten jedoch in Highclere.
Während des Ersten Weltkriegs begann der 5. Earl Carnarvon damit, Bretby aufzulösen. 1916 wurde das Wild abgeschossen, das zur Ernährung benötigt wurde, und auch viele der wertvollen Bäume im Park wurden gefällt. 1918 ließ er Einrichtungsgegenstände auf der Auktion von Christie’s unter „Bretby Erbstücke“ versteigern.
Schließlich verkaufte er den Besitz 1920 an J. D. Wragg, einen Industriellen der Umgebung. Es wurde vermutet, dass der Lord mit dem Verkauf von Bretby Hall Howard Carters Ausgrabungen finanzieren wollte.

## Heirat

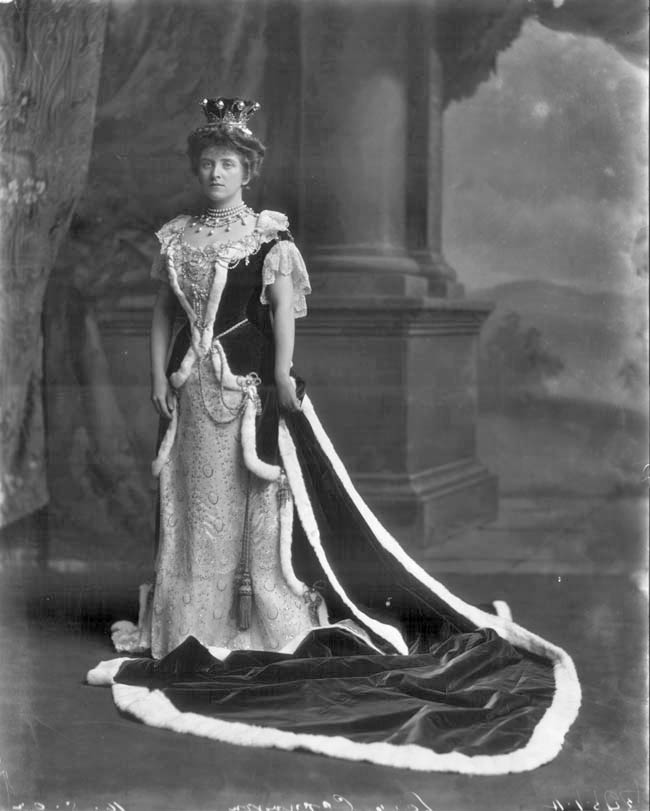
Almina, Countess of Carnarvon (1902)

Als er von seiner zweiten Südamerika-Reise zurückkehrte, heiratete er am 26. Juni 1895 – an seinem 29. Geburtstag – Almina Victoria Maria Alexandra Wombwell in der Margaret’s Church in Westminster. Almina war die uneheliche Tochter von Alfred de Rothschild (1842–1918), einem Sohn von Lionel de Rothschild. Die Mitgift betrug die Summe von einer halben Million Pfund und ermöglichte Carnarvon eine aufwendige Lebensführung. Almina gebar Herbert am 7. November 1898 den gewünschten Erben, Henry, sowie eine Tochter Evelyn, geboren am 15. August 1901, die spätere Reisebegleiterin ihres Vaters und, wenn er krank war, seine Pflegerin. Nach Alfred Rothschilds Tod 1918 wurde Lady Carnarvon dessen Alleinerbin.
Die nächsten acht bis zehn Jahre führten sie das unbeschwerte Leben der upper class. So verbrachten sie die Jagdsaison in Brenton Hall und die Opernsaison in London. Er liebte seine Kinder und war ihnen ein guter Vater. Es gab aber immer wieder plötzliche Reisen nach Paris, Istanbul, Schweden, Italien und Berlin. Er war Kunstsammler und hatte sich eine Sammlung seltener (illuminierter) Bücher zugelegt.

## Der Autounfall 1901 und seine Folgen
Das dritte in England zugelassene Auto gehörte Herbert. Der Lord besaß bereits ein Auto in Frankreich, wo es sie früher zu kaufen gab als in England. Er fuhr gern selbst und er fuhr gern schnell. So auch 1901 auf der Bäderstraße oberhalb von Heimbach bei Langenschwalbach in Hessen, wo ihn seine Frau erwartete. Als hinter einer Hügelkuppe ein Ochsenkarren seinen Weg kreuzte, wich Herbert zur Seite aus und überschlug sich. Er wurde so schwer verletzt, dass Trotman, sein Chauffeur auf dem Beifahrersitz, der aus dem Auto geschleudert wurde, ihn wiederbeleben musste. Er hatte eine schwere Gehirnerschütterung, seine Beine waren verbrannt, das Handgelenk gebrochen, zeitweilig war er blind und der Gaumen sowie sein Kiefer waren verletzt. Seine Frau sorgte umgehend für die beste ärztliche Versorgung, jedoch hatte er für den Rest seines Lebens unter sich ständig wiederholenden Operationen und gefährlichen Krankheiten zu leiden.
Er versuchte, sich seine Beschwerden nicht anmerken zu lassen. Wenn quälende Kopfschmerzen ihm das Schießen unmöglich machten, wechselte er zum Golfspielen, wo er ein Scratchspieler wurde. Als die Kraft für Golf nicht mehr reichte, wandte er sich der Fotografie zu, wo er in kurzer Zeit ein Meister wurde. 1916 wurde er zum Präsidenten des Camera Club gewählt.
1902 richtete Herbert auf Highclere ein Gestüt ein, um Rennpferde zu züchten. 1905 wurde er zu einem der „High Stewards“ auf der neuen Rennbahn in Newbury ernannt. Seitdem ist die Familie mit Newbury verbunden und sein Enkel, Henry Herbert, 7. Earl of Carnarvon, war 1969 noch Rennleiter von Königin Elisabeth II.
Während des Ersten Weltkrieges – Herbert war untauglich – wurde er zum Hauptquartier des Royal Flying Corps gerufen, um dort in drei Tagen über Luftaufnahmen zu unterrichten. Seine schwere Mund- und Kieferverletzung sprach in seinen Augen dagegen, wie sein Vater in die Politik zu gehen und vor der Öffentlichkeit Reden zu halten, ebenso wie seine häufigen Krankheiten. Er hatte sich schon immer für mechanische Erfindungen interessiert, und so ist es nicht verwunderlich, dass Captain Geoffrey de Havilland auf Herberts Grundstück in Beacon Hill das erste Flugzeug konstruierte, das dann zur D.H. 9 weiterentwickelt und zu einem der Haupt-Kampfflugzeuge während des Krieges wurde.

## Zusammenarbeit Carnarvon und Howard Carter

Panorama-Blick über das Tal von Deir-el-Bahari (1910). Deutlich zu sehen die neunzehn Stätten, die in diesem Teil der Nekropole in den Jahren 1909 und 1910 untersucht wurden.
A Gelände des „Taltempels“
B und C Korridore (Dromos) mit Abladehalden

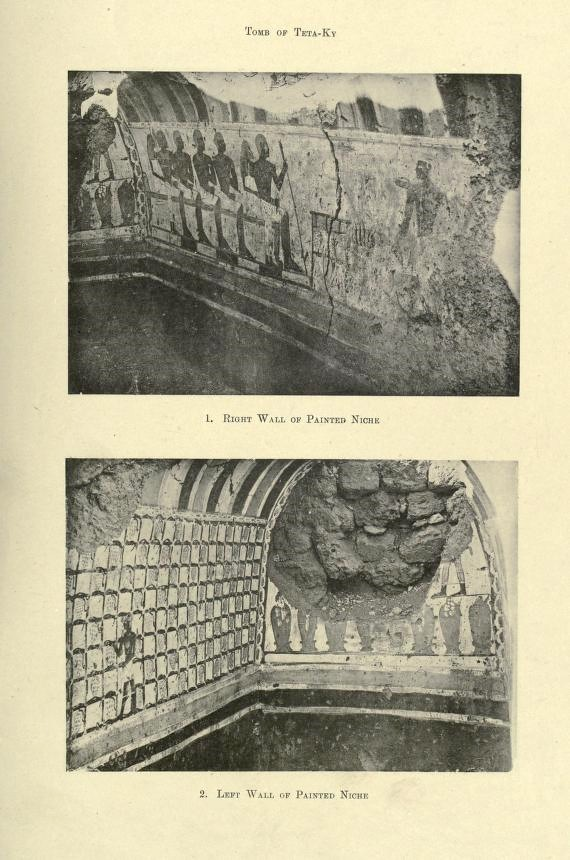
Grab des Tetiky (XVIII. Dynastie). Oben: rechte Wand, unten: linke Wand der bemalten Nischen

Aufgrund seines schlechten Gesundheitszustands verbrachte Lord Carnarvon die Wintermonate gerne in Ägypten. Hier fand er alsbald Interesse an der Archäologie. Da ihm die nötigen Fachkenntnisse fehlten, war er auf der Suche nach einem Grabungsleiter. Der Direktor der ägyptischen Altertümerverwaltung in Kairo, Gaston Maspero, empfahl ihm für diese Aufgabe Howard Carter. Im Jahr 1907 begann ihre Zusammenarbeit.
In der Nekropole des Tals von Deir el-Bahari liegen die neunzehn Orte, die in den Jahren 1909 und 1910 von beiden gemeinsam untersucht wurden. Es war ihnen ein besonderes Anliegen und viele Versuche wert, dort ein verstecktes Grab zu entdecken. Carnarvon schreibt: „Meine Aufmerksamkeit war auf den Teil der Nekropole gerichtet, der zwischen dem Dromos, der nach Der el Bahari führt, und der großen Schlucht, die zum Tal der Könige führt.“ Diese drei Orte waren:
- ein Punkt einige Meter nördlich von der Moschee des Dorfes, wo – den Einheimischen zufolge – ein verstecktes Grab liegt
- die Birabi (Grabgewölbe), nahe der Wüste, zwischen den Hügeln von Drah abu el Nagga und den bebauten Feldern und angrenzend an den Dromos von Hatschepsuts berühmten Terrassentempel und
- der Teil des Friedhofs der XI. Dynastie, der sich entlang des Abhangs an der nördlichen Seite des Der el Bahari-Tals befindet.[11]

So entdeckten sie beispielsweise im Gräberfeld von Dra Abu el-Naga eine Grabanlage und andere während drei weiteren Wintergrabungsperioden in Theben-West. In den folgenden Jahren machten Carter und Herbert einige wichtige Funde. Diese umfassten zwei sogenannte „verschwundene“ Tempel, den von Hatschepsut und von Ramses IV. (ca. 1154–1148 v. Chr.), sowie eine Anzahl von Gräbern von bedeutenden Noblen aus den Jahren 2000–1500 v. Chr. Diese publizierten sie 1912 in ihrem gemeinsamen Buch Five Years’ Explorations at Thebes, a record of work done 1907–1911. Im Jahr 1912 übersiedelten sie nach Sakha im Delta und im Jahr darauf nach Tell el-Balamun. Hier hatten ihre Grabungen jedoch wenig Erfolg.

## Das Tal der Könige

Tal der Könige um 1910

Eigentlich warteten beide nur auf ihre Chance, im Tal der Könige graben zu können. Im Jahre 1914 war Theodore M. Davis aus gesundheitlichen Gründen gezwungen, dort seine Grabungsarbeiten aufzugeben und Lord Carnarvon übernahm dessen Lizenz für das Tal der Könige. Ohne eine Konzession durften in Ägypten keine Grabungen durchgeführt werden. In Fachkreisen galt das Tal der Könige als archäologisch ausgereizt, denn 25 Eingänge zu Pharaonengräbern waren bereits freigelegt worden. Howard Carter blieb jedoch unbeirrt.

### Text der Grabungslizenz des Earl of Carnarvon für das Tal der Könige
„Ministry of Public Works, Antiquities Service
AUTHORIZATION TO EXCAVATE
I, the undersigned, Director-General of the Antiquities Service, acting in virtue of the powers delegated to me, hereby authorize the Right Honourable Earl of Carnarvon, residing at Highclere Castle, to carry out scientific excavations in the Valley of the Kings, on lands belonging to the State, free, unbuilt upon, uncultivated, not included within the Military Zone, nor comprising any cemeteries, quarries etc., and, in general, not devoted to any public use, and this on the following conditions:-
1. The work of excavation shall be carried out at the expense, risk and peril of the Earl of Carnarvon by Mr. Howard Cater; the latter should be constantly present during excavation.
2. Work shall be executed under the control of the Antiquities Service, who shall have the right not only to supervise the work, but also to alter the manner of the execution if they so deem proper for the success of the undertaking.
3. If a tomb, or any other monument, happens to be discovered, the Permittee or his representative is bound to give notice at once to the Chief Inspector of Upper Egypt at Luxor.
4. To the Permittee himself shall be reserved the privilege of opening the tomb or monument discovered and of being the first to enter therein.
5. At the moment of the opening the Chief Inspector of the Antiquities Service shall, if he considers necessary, place on the spot the number of guardians he shall deem to be required.
6. The Permittee, or his representative, after examining the said tomb or monument, and having taken such notes as he may judge necessary, shall, if so desired, hand it over to the Inspector of Antiquities Service or to any other agent to be appointed by the said Service.
8, Mummies of the Kings, of Princes and of High Priests, together with their coffins and sarcophagi, shall remain the property of the Antiquities Service.
9. Tombs which are discovered intact, together with all objects they may contain, shall be handed over to the Museum whole and without division.
10. In the case of tombs which have already been searched, the Antiquities Service shall, over and above the mummies and sarcophagi intended in Article 8, reserve for themselves all objects of capital importance from the point of view of history and archaeology, and shall share the remainder with the Permittee.
As it is probable that the majority of such tombs as may be discovered will fall within the category of the present article, it is agreed that the Permittee’s share will sufficiently recompense him for the pains and labour of the undertaking.
11. Once the excavations are completed, the Permittee is bound to leave the site of his operations in a satisfactory condition of levelling.
12. The Permittee further engages:-
	A. Not to take squeezes of coloured monuments by means of wet paper.
	B. To deposit at the Museum and, if possible, at the Sultanian Library copies of such books, memoirs, pamphlets, or collections of engravings as may be published by him on the objects discovered in the course of his excavations.
	C. To deliver to the Antiquities Service, within two years from the day on which the works have been completed: (1) a sketch, or if necessary in the opinion of the Service, a plan of the field of excavations, ready for publication in the Annals of the Museum; (2) a summary list referring to the plan and showing the position of the objects forming a whole, such as sarcophagi, boats, funerary statues, glassware, or amulets, etc. Belonging to the same sarcophagus.
13. Any infraction, on the part of the Permittee or his agents, of the conditions above stated shall entail the cancellation of the present authorization, without any notice being given or any formality being taken.
In such case the Antiquities Service, acting departmentally, shall at once stop all work and shall take such steps as it may deem necessary in its own interests and for the safe-guarding of the monuments or objects already discovered at the moment of the stoppage of the excavations, and this without the Permittee, or any agent of his, having any right to claim any indemnity of compensation whatsoever or for any reason.
The present authorization holds good for one year, to run from April 18th, 1915, subject to renewal at the discretion of the Service.
Done, in duplicate, at Cairo, April 18th, 1915.
Acting Director-General Antiquities Service, Signed: Daressy
Seen and accepted the present authorization for the Earl of Carnarvon.
Signed: Howard Carter“

Jedoch durchkreuzte der Erste Weltkrieg alle Pläne, denn Lord Carnarvon war in England unabkömmlich. Mit Kriegsausbruch verwandelten Lord und Lady Carnarvon Highclere Castle in ein Hospital für Offiziere, das später nach 38, Bryanston Square in London verlegt wurde. Als der Lord 1919 eine Blinddarmentzündung erlitt, konnte er glücklicherweise in letzter Minute dort operiert werden. Er liebte seine Kinder und war froh, dass sein Sohn Henry den Krieg unverletzt überstanden hatte.
Carter war in Kairo für das britische Militär als Dolmetscher tätig. Erst 1917 fiel der Startschuss für ernsthafte Grabungsarbeiten. Während fünf aufeinanderfolgenden Wintern suchte ein Heer von Arbeitern ergebnislos zwischen den Eingängen zu den bereits geöffneten Gräbern. Lord Carnarvon wollte nun das Projekt aus Kostengründen einstellen, denn er hatte bis zu diesem Zeitpunkt die ungeheure Summe von 45.000 britischen Pfund buchstäblich in den Sand gesetzt. Heute entspräche das mindestens einer Million Euro. Jedoch gelang es Carter, Carnarvon im Sommer 1922 zu einer weiteren Grabungssaison zu überreden. Mit dieser wirtschaftlichen Absicherung für eine letzte Saison verließ Carter England und erreichte am 11. Oktober Kairo.

### Das Grab des Tutanchamun
Direkt unterhalb des Eingangs zum Grab von Ramses VI. (KV9) befanden sich Reste steinerner Bauarbeiterhütten, die vor ca. 3000 Jahren errichtet worden waren. Hier begannen 50 Arbeiter am 1. November 1922 mit der Arbeit. Sie trugen die Hütten ab, um unter deren Fundamente vorzustoßen. Bereits am 4. November hatten seine Arbeiter eine Treppe zum Eingang in ein Grab gefunden. Carter erkannte am amtlichen Siegel der thebanischen Totenstadt sofort, dass dahinter eine hochrangige Persönlichkeit bestattet worden war. Er bohrte ein Loch in den vermauerten Durchgang, führte eine Lampe hindurch, und sah einen Gang, der mit Steinen und Geröll gefüllt war. Am nächsten Tag schickte er ein Telegramm an Lord Carnarvon: „... habe endlich wunderbare Entdeckung im Tal gemacht; ein großartiges Grab mit unbeschädigten Siegeln; bis zu Ihrer Ankunft alles wieder zugedeckt. Gratuliere!“ Drei Wochen später traf der Lord mit seiner Tochter, Lady Evelyn, in Luxor ein.
Am 24. November 1922 waren Lord Carnarvon und seine Tochter am entdeckten Grab. Als sie die zugeschütteten Stufen wieder freigelegt hatten, standen sie vor der vermauerten Öffnung und entdeckten an der Unterkante der Tür ein weiteres Siegel. Es trug den Thronnamen von König Tutanchamun: Neb-cheperu-Re. Nun erst bestand die Gewissheit, das Grab gefunden zu haben, nach dem sie sechs Jahre gesucht hatten. Einen Tag später wurde der Torverschluss abgebaut und die Arbeiter befreiten den 7,60 m langen Korridor vom Schutt.
Am 26. November standen sie vor einer Türvermauerung. Carter und Arthur R. Callender, den er Anfang November aufgesucht und zur Mitarbeit gewonnen hatte, durchstießen diese mit einer Eisenstange. Heiße Luft, die jahrtausendelang nicht entweichen konnte, schoss ihnen entgegen. Carter hielt eine Kerzenflamme in den Luftzug, um sicher zu sein, dass sie keine giftigen Gase enthielt. Er erweiterte das Loch und führte eine Kerze hindurch, die wegen der aus der Kammer entweichenden heißen Luft flackerte. Bald tauchten seltsame Tiere, Statuen und schimmerndes Gold vor seinen Augen auf. Als Lord Carnarvon die Ungewissheit nicht länger ertragen konnte und fragte: „Können Sie etwas sehen?“ war alles, was Carter herausbringen konnte: „Ja, wunderbare Dinge!“ Sie blickten in die sogenannte Vorkammer. Allein in dieser Vorkammer registrierten sie später zwischen sechs- und siebenhundert Objekte und auch die angrenzende Nebenkammer (Annex) glich einem Warenlager. Sie hatten ein unbeschädigtes Grab gefunden.
Am Mittwoch, den 29. November, war die „offizielle Öffnung des Grabes“, zu der ca. 20 Personen eingeladen waren. Um 12.30 Uhr wurde Lunch in der Nähe von Grab Nr. 15 gereicht. Anschließend öffneten Lady Allenby und der Mudir of Kena mit Lord Carnarvon und Carter das Grab. Ungefähr um 15.00 Uhr wurde ein Bote nach Luxor geschickt mit einem Sonderbericht für The Times. Jetzt ging die Nachricht um die Welt.
In Deutschland erfuhr die Öffentlichkeit von der großartigen Entdeckung durch Ludwig Borchardt, der bei der Freilegung der Bildhauerwerkstatt des Thutmosis in Amarna die Büste der Königin Nofretete gefunden hatte. Sein Vortrag vor der Vorderasiatischen Gesellschaft am 6. Dezember erschien am nächsten Tag in der Vossischen Zeitung.
Fachkollegen, Medienvertreter und sogar König Fu'ād I. waren anwesend. Lord Carnarvon pflegte Kontakte und eilte von Empfang zu Empfang. Um eine seriöse Berichterstattung zu gewährleisten, hatte er am 23. Januar mit der Times einen Exklusivvertrag für die Dauer der Grabung abgeschlossen.
Die Vereinbarung mit der Times sah eine Anfangszahlung von £5,000 und 75 % Tantieme auf die nachfolgenden Verkäufe der Zeitung an andere Zeitungen vor. Im Augenblick schien das eine gute Idee, sowohl in finanzieller als auch in praktischer Hinsicht, jedoch wurde der Exklusiv-Vertrag schnell als Affront nicht nur gegenüber der ägyptischen Presse, sondern auch in der restlichen Welt angesehen. Man darf nicht vergessen, dass die Zeitung damals das einzige Medium war, durch das Neuigkeiten verbreitet wurden. Carnarvon konnte mit den Pressevertretern noch diplomatisch umgehen. Nach dessen Tod sah sich Carter mit Beginn der neuen Grabungssaison im Herbst 1923 einem regelrechten „Guerilla-Krieg“ ausgesetzt, in dem auch die neue ägyptische Regierung eine Rolle spielen sollte.

### Das tägliche Leben

Luxor – Hotel "Winter Palace" – Frontseite von Nordwest

Luxor – Blick über den Nil zum Winter Palace Hotel

Besucher kamen vom Nil mit einem Esel. Links von der Mitte der historischen Aufnahme vom Tal der Könige ist der Unterstand, wo die Tiere warteten. Howard Carter baute diesen Unterstand für die Esel 1901–1902. Er befand sich direkt über dem vergessenen Eingang von Grab KV5.
Ungefähr 1911 baute Carter sein Haus (Castle Carter) in Qurna, das der Architekt Somers Clarke für ihn entworfen hatte. Clarke war 1902 nach Ägypten gekommen und hatte sich ein Haus in der hier bekannten Bauweise aus Lehmziegeln gebaut, das sich 80 km südlich von Luxor befand und dem von Carter ähnlich sieht.
Es ist bekannt, dass Carter von Qurna oder seine Mitarbeiter, die in Luxor wohnten, mit dem Maulesel das Tal der Könige erreichten. Es gibt jedoch ein Foto von Lord Carnarvons Auto vor Carters Haus. Überliefert ist ein Brief von Arthur Mace an seine Frau vom 15. März 1923 nach der Abreise von Lord Carnarvon nach Kairo we have the use of the car again – rather a good thing now it is getting warmer as the road to the valley is a regular sun trap. („Wir haben die Benutzung des Autos – eine ziemlich gute Sache, jetzt wo es wärmer wird und die Straße zum Tal eine regelrechte Sonnenfalle ist.“)
Auch musste das benötigte Arbeitsmaterial vom Nilufer herangeschafft werden. Von Luxor fuhr ein Zug nach Kairo, wo vieles eingekauft werden musste.

### Die Arbeit in der Grabkammer
Unmittelbar nach Bekanntwerden des sensationellen Fundes waren aus allen Teilen der Welt Hilfsangebote eingegangen, die den Aufbau eines ambulanten Analyselabors sowie eines umfangreichen Lagers an Präpariermitteln und Verpackungsmaterial ermöglichten.
Carter war des Öfteren zu Gast im Metropolitan House gewesen, wo Herbert E. Winlock mit seinem Team während der Ausgrabungssaison wohnte. Er wusste, dass er Hilfe benötigte bei der Bergung der Grabschätze. Deshalb sandte er ein Telegramm nach London, wo sich der Leiter der ägyptischen Abteilung des Metropolitan Museum of Art, Albert M. Lythgoe, gerade aufhielt. Lythgoe antwortete umgehend und bot seinen britischen Kollegen jede Hilfe an. Dadurch standen Carter die beiden Zeichner Walter Hauser und Lindsley Foote Hall und mit Harry Burton ein exzellenter Fotograf zur Verfügung, der auf Archäologie spezialisiert war. Arthur C. Mace, ein Archäologe, der für das Metropolitan Museum of Art in el-Lischt arbeitete, wurde nach Theben abkommandiert. Mit ihm erhielt Carter einen kundigen Konservator und Assistenten. Der Philologe Alan Gardiner nahm sich der Inschriften an und James H. Breasted von der Universität Chicago stellte seine Kenntnisse zur historischen Bedeutung der Siegelabdrücke zur Verfügung. Percy E. Newberry, der Carter dreißig Jahre zuvor erstmals nach Ägypten geholt hatte, untersuchte als Botaniker und Ägyptologe die Blumenbeigaben. Alfred Lucas, ehemaliger Direktor der Abteilung für Chemie in der Antikenverwaltung in Kairo, untersuchte und konservierte mit Mace die organischen Materialien, wie Textilien, Öle und Fette in einem provisorisch in der Grabkammer des Königs Sethos I. eingerichtetem Labor. Nie zuvor hatte es in der Geschichte der Archäologie eine so beispielhafte internationale Zusammenarbeit gegeben.
Es dauerte bis Mitte Februar 1923, als die Arbeit in der Vorkammer beendet war. Jeder Zoll des Bodens war nach der letzten Perle durchsiebt worden. Die Vorkammer war nun vollständig ausgeräumt und leer.
Am Freitag, den 17. Februar 1923, um zwei Uhr mittags, im Beisein von etwa 20 ausgewählten Augenzeugen, begann Carter Stein für Stein aus der Vermauerung zwischen der Vorkammer und der Sargkammer zu lösen. Dann stand er vor einer Wand aus massivem Gold, dem vergoldeten Holzschrein Tutanchamuns. In keinem anderen Pharaonengrab war je ein solcher Schrein gefunden worden. Er nahm fast die ganze Kammer ein, nur ein schmaler Umgang war frei geblieben. Von der Sargkammer aus konnten Carter und Lord Carnarvon die angrenzende Schatzkammer betreten. Diese bot noch größere Überraschungen als die Vorkammer, ein vergoldeter und von vier Schutzgöttinnen umstandener Kanopenschrein. Diese Göttinnen waren von solch Anmut und Schönheit, dass alle Gäste, die wegen der Enge der Kammer nur zu zweit hineingehen konnten, ergriffen waren. Für Lord Carnarvon wurde dieser Tag zum Höhepunkt seines Lebens.
Das Grab erhielt die Nummer KV62 (King Valley).

## Tod

Sterbeurkunde Lord Carnarvons vom 5. April 1923 – Todesursache Lungenentzündung.

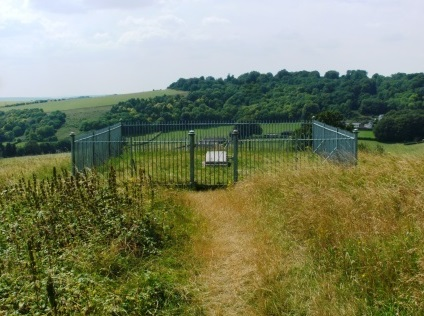
Lord Carnarvons Grab im Beacon Hill Hillfort in Highclere

Der Earl war von einem Moskito in die Wange gestochen worden. Durch das Rasieren mit dem Messer entzündete sich der Stich. Am 14. März verließ er das Tal der Könige in Begleitung von Richard Bethell, der seit Februar als eine Art Sekretär fungierte, um nach Kairo zu reisen. Der Arzt in Luxor riet ihm von der Reise ab. Herbert hörte jedoch nicht auf ihn und fuhr nach Kairo, um mit Lacau über die zukünftige Arbeit im Grab und die Frage der Aufteilung des Fundes zu verhandeln. Lacau war jedoch krank und nicht zu sprechen.
Lord Carnarvon lud Alan Gardiner zum Essen ein und klagte über Müdigkeit und Mutlosigkeit und darüber, dass sein Gesicht schmerze. Am 18. März erhielt Carter einen Brief von Lady Evelyn, die ihr Vater gebeten hatte, ihm zu berichten, dass er Lacau noch nicht sprechen konnte. Sie fährt dann fort, dass ihr Vater letzte Nacht Fieber bekommen habe und dass seine Drüsen geschwollen wären.
Aus Carters Tagebüchern ist bekannt, dass er am 20. März nach Kairo an das Krankenbett von Lord Carnarvon im „Continental-Savoy Hotel“ reiste. Am 21. März schreibt er in sein Tagebuch: „Found Ld. C. very ill with an acute attack of erysipelas and blood poisoning.“
Sein Eintrag vom 26. März lautet: „Lord C. entwickelte eine Lungenentzündung. Lady Carnarvon angekommen.“ Lady Carnarvon war mit dem Flugzeug angereist in Begleitung des Hausarztes Dr. Johnson. Auch Lord Porchester, der Sohn, traf in Kairo ein. Und dann am 5. April hieß es: “Poor Ld. C. died during the early hours of the morning.” Nachdem Lady Carnarvon mit dem Sarg auf dem Schiff Malova am 14. April Ägypten verlassen hatte, kehrte Carter am 15. nach Luxor zurück.
Am 30. April wurde ein Gedenkgottesdienst für Lord Carnarvon abgehalten. Lord Carnarvon wurde auf dem Familienbesitz im Beacon Hill Hillfort in Highclere begraben (Karte).

### Nach Lord Carnarvons Tod
Die Zeitungen machten aus dem Tod der Lords den Fluch des Pharao. Irgendwann führten die Spekulationen für Carter zu weit und er trat den „lächerlichen Geschichten“ mit Nachdruck entgegen. Es habe schon immer Grabflüche und Todeswünsche auf Inschriften gegeben, die jedoch dazu dienten, Respekt für die Toten einzufordern. Auch waren sie an die Bediensteten in den Nekropolen gerichtet, die ständig der Versuchung ausgesetzt waren, die Grabbeigaben zu rauben und somit die Totenruhe zu stören. Er, Carter, gehe „an seine Arbeit gewiss mit Ehrfurcht und heiligem Ernst“ und die Keimfreiheit des Grabes sei wissenschaftlich erwiesen.
Damit Carters Arbeit fortgesetzt werden konnte, übernahm Carnarvons Witwe, Lady Almina, die Grabungskonzession.

### Carnarvons Antikensammlung
1907 begann Carnarvon mit seiner Sammlung ägyptischer Antiken. Nur das Beste war ihm gut genug und Geld spielte beim Ankauf von Objekten keine Rolle.
Anfang des 20. Jahrhunderts war es üblich, die Funde zwischen dem Leiter der Ausgrabung (und seinem Sponsor wie Carnarvon) und der ägyptischen Regierung zu teilen. In Highclere Castle sind die Objekte ausgestellt, die Herbert aus Ägypten mitbrachte. Darunter befand sich jedoch nichts aus dem Grab von Tutanchamun.
Als Carter im November 1924 die Sammlung von Lord Carnarvon auflistete, zählte sie 1218 Objekte. Nach Lord Carnarvons Testament sollten die Antiken, falls seine Frau sie verkaufen sollte, zuerst der Nation, also dem Britischen Museum, angeboten werden für 20.000 Pfund – was weit unter dem Wert war. Falls das Britische Museum ablehnen würde, sollte sie dem Metropolitan Museum of Art in New York angeboten werden, zu einem Preis, der von Carter verhandelt und festgesetzt werden sollte.
Lady Carnarvon, war nicht begeistert davon, die Sammlung der Nation zu einem Discount-Preis zu überlassen, jedoch folgte sie dem Willen ihres Mannes, indem sie dem Britischen Museum diese anbot. Sie verlangte von dem Direktor die Zahlung der Summe bis 16 Uhr am gleichen Tag – wohl wissend, dass ein Museum eine solche „Deadline“ nicht erfüllen kann. Jetzt war der Weg frei, diese dem Metropolitan Museum in New York anzubieten, das die Sammlung dann 1926 für $ 145.000 kaufte.
Carter erwähnte in seiner Aufstellung, dass er „einige unbedeutende Teile“ in Highclere belassen hatte. Diese befanden sich in Schränken verstaut und wurden 1987 von der Familie entdeckt. Das Britische Museum und das Newbury Museum liehen einige Stücke aus, die ihnen vormals von der Familie Carnarvon überlassen waren, sodass in Highclere in den Sommermonaten eine ägyptische Sammlung zu sehen ist.

## Werke
- Howard Carter und Earl of Carnarvon, George Edward Stanhope Molyneux Herbert: Five Years’ Explorations at Thebes: a record of work done 1907–1911. Oxford University Press, Oxford 1912 (Digitalisat).
- Howard Carter: Tutankhamen: The Politics of Discovery. Eigendruck 1924; Nachdruck: Libri Publications, London 1998, ISBN 1-901965-00-7.